# الرهد (مدينة)
الرَهَد مدينة تقع في ولاية شمال كردفان بالسودان على ارتفاع 490 متر (1608 قدم) فوق سطح البحر وتبعد عن العاصمة الخرطوم بحوالي 379 كيلو متر (235.50 ميل)، وعن مدينة الأبيض حاضرة الولاية 30 كيلومتر، (18.64 ميل). وهي محطة رئيسية لخط السكة الحديدية الرابط بين شرق ووسط السودان وغربه وهي أيضاً سوقاً للمحاصيل خاصة الكركدي وكذلك الماشية وهي أيضاً من المراكز الحضرية لتجمعات الرعاة الرحل بالمنطقة، وتعد ثاني أكبر محلية في شمال كردفان من حيث الموارد بعد محلية شيكان.

## التسمية
الرَهَد (تصغيره رهيد، وجمعه رهود) لفظ يستخدم بكثرة في السودان خاصة في الغرب والشرق ويطلق على عدد من المدن والقرى (كمدينة رهيد البردي بولاية جنوب دارفور)، والأماكن الرطبة كنهر الرهد في ولاية القضارف.
والرهد في لهجة أهل السودان العربية يعني مرقد الماء، أو منهل الماء، وعادة ما يطلق على المسطحات المائية الراكدة كالبرك والمستنقعات والبحيرات أو التجمعات المائية الراكدة بالأودية والأنهار الموسمية شبه الجافة. وكان اسم الرهد يطلق على البحيرة قبل قيام مدينة الرهد على ضفافها والتي أخذت الاسم، فيما عرفت البحيرة باسم التردة (أي مكان ورود الماء).
وتعرف الرهد أيضاً بلقب الرهد أبو دكنة. وذلك في إشارة إلى الخضرة الداكنة للغابة الكثيفة التي كانت تحيط بالبحيرة ويقولون فيها: «الرَهَدْ أبْ دَكْنَة مسكين ما سَكَنا»، أي الرهد أبو دكنة الثرية التي لا مكان فيها للفقر. وفي رواية أخرى «الرَهَدْ أبو دَكَنا المسكين سكنها»، أي الرهد المدينة التي يمكن للمساكين والفقراء الإقامة فيها لسهولة عيشها وكرم سكانها.
ويستخدم الاسم الرهد أبو دكنة في الوقت الحالي بشكل شبه رسمي لتمييزها عن محلية الرهد بولاية القضارف في شرق السودان والتي تحمل الاسم ذاته.

## التاريخ
شهدت المنطقة قيام حركة مقاومة ضد الحكم التركي المصري إبان الثورة المهدية قادها الشيخ المَنّا إسماعيل أبو البتول أحد زعماء قبيلة الجوامعة الذي احتل مركز التيارة قبل أن يتحرك إلى مدينة بارا ويُلحِق الهزيمة بحاميتها العسكرية واحتلالها وقطع طرق الإمدادات من الخرطوم إلى كردفان، الأمر الذي ساعد على سقوط مدينة الأبيض على يد المهدي في سنة 1883 م. واستقبلت الرهد أيضا بعض أنصار الثورة المهدية ومجاهديها وفيها دفن الشريف يوسف الهندي الذي استشهد في معركة شيكان قبل سقوط الأبيض، ويوجد له اليوم ضريحاً بمدينة الرهد.

## الطوبغرفيا
أهم المعالم الطبيعية التضاريسية هي بحيرة التردة التي تقع المدينة على ضفتها الشرقية ويغذيها بالمياه وادي خور أم تقرقر وعدة أودية موسمية أخرى صغيرة وخور أبو حبل، وجبل الداير الواقع على بعد 32 كيلومتر جنوب المدينة والذي يشكّل محمية طبيعية تبلغ مساحتها حوالي 314,450 كيومتر مربع.

## المناخ
يسود الرهد المناخ المداري الذي يتميز بالصيف الحار والشتاء المعتدل، وتبلغ درجة الحرارة ذروتها في الفترة من أبريل / نيسان، وحتى يونيو / حزيران، لتسجل في المتوسط 36 درجة مئوية بينما تهبط درجة الحرارة بشكل ملحوظ في نوفمبر / تشرين الثاني وديسمبر / كانون الأول لتسجل 19 و 15 درجة مئوية على التوالي. وتهطل الأمطار في فصل الصيف حيث تسجل أعلى معدلاتها في الشهور يونيو / حزيران، 134 مليمتر في المتوسط، ويوليو / أيار 128 مليمتر، وأغسطس / آب ومتوسط معدله 67 مليمتر.
| البيانات المناخية لـالرهد أبو دكنة | البيانات المناخية لـالرهد أبو دكنة | البيانات المناخية لـالرهد أبو دكنة | البيانات المناخية لـالرهد أبو دكنة | البيانات المناخية لـالرهد أبو دكنة | البيانات المناخية لـالرهد أبو دكنة | البيانات المناخية لـالرهد أبو دكنة | البيانات المناخية لـالرهد أبو دكنة | البيانات المناخية لـالرهد أبو دكنة | البيانات المناخية لـالرهد أبو دكنة | البيانات المناخية لـالرهد أبو دكنة | البيانات المناخية لـالرهد أبو دكنة | البيانات المناخية لـالرهد أبو دكنة | البيانات المناخية لـالرهد أبو دكنة |
| الشهر                              | يناير                              | فبراير                             | مارس                               | أبريل                              | مايو                               | يونيو                              | يوليو                              | أغسطس                              | سبتمبر                             | أكتوبر                             | نوفمبر                             | ديسمبر                             | المعدل السنوي                      |
| ---------------------------------- | ---------------------------------- | ---------------------------------- | ---------------------------------- | ---------------------------------- | ---------------------------------- | ---------------------------------- | ---------------------------------- | ---------------------------------- | ---------------------------------- | ---------------------------------- | ---------------------------------- | ---------------------------------- | ---------------------------------- |
| متوسط درجة الحرارة الكبرى °ف       | 86                                 | 88                                 | 95                                 | 97                                 | 97                                 | 97                                 | 91                                 | 88                                 | 91                                 | 95                                 | 91                                 | 88                                 | 92                                 |
| متوسط درجة الحرارة الصغرى °ف       | 57                                 | 59                                 | 66                                 | 72                                 | 73                                 | 73                                 | 73                                 | 72                                 | 72                                 | 72                                 | 66                                 | 59                                 | 68                                 |
| الهطول إنش                         | 0                                  | 0                                  | 0                                  | 0.1                                | 0.6                                | 1.7                                | 5.0                                | 5.3                                | 2.6                                | 0.8                                | 0                                  | 0                                  | 16.1                               |
| متوسط درجة الحرارة الكبرى °م       | 30                                 | 31                                 | 35                                 | 36                                 | 36                                 | 36                                 | 33                                 | 31                                 | 33                                 | 35                                 | 33                                 | 31                                 | 33                                 |
| متوسط درجة الحرارة الصغرى °م       | 14                                 | 15                                 | 19                                 | 22                                 | 23                                 | 23                                 | 23                                 | 22                                 | 22                                 | 22                                 | 19                                 | 15                                 | 20                                 |
| الهطول مم                          | 0                                  | 0                                  | 0                                  | 2                                  | 15                                 | 44                                 | 128                                | 134                                | 67                                 | 20                                 | 0                                  | 0                                  | 410                                |
| المصدر: Climate-data               |                                    |                                    |                                    |                                    |                                    |                                    |                                    |                                    |                                    |                                    |                                    |                                    |                                    |

## الموقع
تقع مدينة الرهد أبودكنة بين خطي طول 30,18 و 31,21 وخطي عرض 12,45 و 13,42، في الجزء الجنوبي من ولاية شمال كردفان، وتحدها جنوباً ولاية جنوب كردفان ومن الشرق والشمال محلية أم روابة ومن ناحية الغرب محلية شيكان.
المسافة بين الرهد وبعض المدن بالسودان:
| اسم المدينة | المسافة بالكيلومتر | المسافة بالميل |
| ----------- | ------------------ | -------------- |
| أبوكرشولا   | 71                 | 44.11          |
| كوستي       | 224                | 139            |
| رشاد        | 68                 | 42.25          |
| بارا        | 181                | 113            |
| ود مدني     | 364                | 226            |
| كسلا        | 691                | 429            |
| أم روابة    | 65                 | 40             |
| كادقلي      | 215                | 133            |
| النهود      | 241                | 150            |
| الدويم      | 230                | 142            |

## ريف الرهد أبو دكنة
تحيط بالرهد عدة قرى وبوادي ومنها:
- قرية طيبة
- قرية أولاد أب كر
- التكيلات زنارة
- الأندرابة الإزيرقاب
- الأندرابة الطاهر
- الأندرابة أبو علامة
- أبو طليح
- أبو سعد
- أودية الأمير
- النويلة
- أم سكينة الغربية
- شق الوندي
- قوز بشارة
- البروكي
- ديدان عباس
- السواني
- أم بشر
- عرديبة
- الحقينة
- الحقينة الجلابة
- الرجيلة

## الإدارة
الرهد أبو دكنة محلية من محليات ولاية شمال كردفان، وتتبع لها الوحدات الإدارية التالية:
- الحقينة الجلابة
- فنقوقة الغربية والشرقية
- أم سكينة
- العرديبة
- أم بشار
- البروكي
- الدويمة
- تب الفضوة
- تب الحلوف
- أجري
- الدقيق رقد
- أم سبولة
- عجبتينا
- المسلمية

## السكان
يبلغ عدد سكان الرهد أبو دكنة حوالي 26.273 نسمة يمثلون مختلف الإثنيات والقبائل السودانية ومن بينهم الجوامعة والبقارة والحويطية وغيرهم.

## الأحياء السكنية بالمدينة
- حي الشاطئ
- حي الصفا (ديم السلك سابقا)
- حي البان جديد وسط
- حي جنوب السوق
- حي الهدى (حي العظام)
- حي السلام (حي فلاته)
- حي البانجديد غرب
- حي شرق السوق
- حي الشِفا
- حي فلسطين
- حي النصر
- حي الأزهري
- حي الشهداء
- حي أبو دكنة
- حي الوحدة "شرق الظلط"
- حي الأندلس "شمال شرق حي الوحدة"
- حي الشارقة "شرق مسيد تكرور"

## النشاط الإقتصادي
يشتغل حوالي 80% من سكان الرهد بالزراعة والبستنة والرعي، وتقدر مساحة الأراضي الزراعية بحوالي 1,2 مليون فدان وتتنوع التربة فيها من طينية إلى رملية. وتُزرع فيها المحاصيل النقدية والاستهلاكية ومنها الذرة والكركدي والفول السوداني، إلى جانب الفواكه والخضروات أهمها المانجو والجوافة والليمون، وهناك سوق للمحاصيل، كما يتم صيد الأسماك من البحيرة.
وهناك قطاع صناعي نشط بالمدينة يتركز على الصناعات الغذائية ومعاصر الزيوت وما يرتبط بها من صناعة مثل إنتاج الزيوت والصابون وحلوى الطحنية.

## الخدمات المصرفية
- البنك الزراعي السوداني
- بنك الخرطوم
- بنك التضامن الإسلامي السوداني
- بنك النيلين

## الخدمات الصحية
يوجد مستشفى واحد هو مستشفى الرهد، وعدد من المراكز الصحية والصيدليات.

## النقل والاتصالات

### النقل
- خط السكة الحديدية القادم من كوستي شرقاً والمتجه نحو غرب السودان حتى بابنوسة ومنها إلى مدينتي الأبيض شمالا ونيالا غرباً.
- الطريق الممهد المتجه نحو مدن الأبيض، ربك، كوستي والخرطوم.
- طرق موسمية إلى القرى والبلدات والبوادي القريبة

لا يوجد مطار في الرهد وأقرب مطار إليها هو مطار الأبيض الدولي  ورمزه في منظمة إياتا هو EBD وفي منظمة إيكاو HSOB ، ويقع على بعد 30 كيلومتر، (18.64 ميل) تقريباً.

### الاتصالات
ترتبط مدينة الرهد أبو دكنة باعتبارها محطة رئيسية في خطوط النقل السودانية الحديدية والبرية بشبكة اتصالات الهاتف الثابت والجوال ورمزها الهاتفي هو 621 ومن خارج السودان يضاف إليه الرقم 249 رمز القطر.

## التعليم
إلى جانب المدارس المختلفة على اختلاف مراحلها الأساس والثانوي، توجد مؤسسات للتعليم العالي تتمثل في: 
- مركز أبحاث جامعة كردفان